# Dvoranski kup Hrvatske u hokeju 2006.
Dvoranski kup Hrvatske u hokeju za 2006. godinu.

## Sudionici
Sudionici su bili zagrebački klubovi "Jedinstvo", "Concordia" i "Trešnjevka" te "Zelina" iz Sv. Ivana Zeline.

## Rezultati

### Pretkolo
Jedinstvo - Concordia 13:2 (5:1)

Zelina - Trešnjevka 6:5 (3:1)

### Poluzavršnica
(popis rezultata nepotpun)

Jedinstvo - Mladost 5:4 (2:2)

Zelina - Marathon 5:4 (3:0)

## Završnica
Jedinstvo - Zelina 12:1 (4:1)
Hrvatski pobjednik kupa za 2006. je zagrebačko Jedinstvo.